# Konstelacja Lodu
Konstelacja Lodu – czwarty pełny album studyjny polskiego zespołu black metalowego Arkona.

## Lista utworów
1. „Módl się do wiatru o powrót mój...” – 05:55
2. „Gdzie bogowie są jak bracia i siostry...” – 07:47
3. „Chłodne i dostojne są nasze oblicza...” – 05:30
4. „Moja mistyczna droga do gwiazd...” – 05:04
5. „Kiedy psy w zagrodach ujadają...” – 07:24
6. „W mglistej konstelacji lodu...” – 10:19